# Аляска (линеен крайцер, 1943)
Аляска (на английски: USS Alaska (CB-1)) е линеен крайцер на ВМФ на САЩ от Втората световна война. Главен кораб на едноименния тип линейни крайцери.
До началото на 1945 г. се занимава с бойна подготовка заедно с „Гуам“ (USS Guam (CB-2)), след това е включен в състава на 58-мо оперативно съединение (Tactical Forces. 58). Участва в операциите по превземане на Иво джима и Окинава. На 18 март 1945 г. постига единствения в своята кариера боен успех сваляйки 2 японски самолета. През юли 1945 г. безуспешно действа против японското корабоплаване в Жълто море. След края на войната влиза в състава на 7-ми флот на САЩ. На 2 февруари 1947 г. е поставен в консервация.

## История на създаването
На 19 юли 1940 г. Конгресът на САЩ приема програма за усилване на флота, съгласно която, в частност, се предполага да се построят 6 крайцера от този проект. Тъй като поради тяхното слабо брониране и специфично предназначение е невъзможно да се класифицират като battlecruisers (линейни крайцери), те получават неупотребяваното по-рано обозначение „голям крайцер“ (на английски: Large/Big cruiser - CB). Необичайността на новите кораби се подчертава и от техните имена – ако линкорите на САЩ се именуват в чест на щатите, а крайцерите в чест на градове, то големите крайцери получават названия в чест на чуждите владения на САЩ (Островни територии на САЩ).

## Строителство
Линейният крайцер „Аляска“ е поръчан на 9 септември 1940 г., на 17 декември 1941 г. е неговата официално залагане в завода на компанията „Ню Йорк Шипбилдинг Корпорейшън“ (на английски: New York Shipbuilding Corporation) в Камдън. Корабът е спуснат на вода на 15 август 1943 г., с финансовата подкрепа на съпругата на губернатора на Аляска, след което започват работите по неговото дострояване. Крайцерът е завършен към юни 1943 г., и е въведен в експлоатация във ВМС на САЩ на 17 юни, под командването на капитан Питър К. Фишлер.

## История на службата
След края на приемните изпитания, през юни 1944 г., крайцерът „Аляска“ е включен в състава на действащия флот. До началото на 1945 г., корабът е зает с бойната си подготовка, заедно с „Гуам“, а след това влиза в състава на 58-мо оперативно съединение (TF-58) Пети флот на ВМС на САЩ.
58-мо оперативно съединение се състои от най-добрите кораби в американския флот: 11 тежки самолетоносача и 5 леки, 8 съвременни линейни кораба, 5 тежки крайцера и 9 леки, а също 77 разрушителя.
„Аляска“ участва в операциите по превземането на остров Иво Джима, където не получава възможност да се прояви. За сметка на това вече следващата операция – Битката за Окинава – става бойно кръщение за най-новите линейни крайцери. Оперативното съединение отразява масирани нападения на японската авиация, включая атаки на „камикадзе“. На 18 март 1945 г. „Аляска“ празнува първият и, както се оказва, единственият в своята история боен успех – екипажът успява да свали два японски самолета. На следващия ден крайцерът е задействан в прикритието на силно повредения от японците самолетоносач „Франклин“ (USS Franklin CV-13), който е благополучно изведен от зоната на бойните действия.
На 9 юни 1945 г. „Аляска“ час и половина обстрелва остров Окиноджима от оръдията на главния си калибър, а на следващия ден на още по-съществена бомбардировка е подложен съседния остров Минамиджима. Обаче с това вторият рунд на бойните действия за линейните крайцери завършва, и след три месеца непрекъсната служба в морето те пристигат в залива Лейте.
На 1 юли 1945 г. „Аляска“ влиза в ново оперативно съединение, в което също са включени „Гуам“, 4 леки крайцера и няколко разрушителя. Съединението има задача да пречи на корабоплаването на противника в Източнокитайско и Жълто морета. Но среща с японския флот няма, тъй като корабоплаването на противника към този момент е напълно парализирано.
След капитулацията на Япония двата линейни крайцера от типа „Аляска“ влизат в състава на Седми флот на ВМС на САЩ, съставящ част от окупационните сили. „Аляска“ оказва поддръжка на тралните сили при китайските брегове, а на 8 септември се „съединява“ с „Гуам“ в Инчон, където започва десанта на американските окупационни сили в Корея. След две седмици „Аляска“ застава на рейда на Циндао и държи порта под контрол до десанта на морската пехота на 11 октомври. Операцията преминава без оказване на съпротива, и ненужният вече тежък кораб е изпратен към родината.
На 2 февруари 1947 г. двата кораба от типа „Аляска“ са извадени в резерва и са поставени на консервация. Всички проекти за модернизация и преоборудване на тези кораби са отхвърлени и на 1 юни 1960 г. те са изключени от списъците на флота, а след това са продадени за скрап.

## Оценка проекта
| „                                                                         | Прекалено големи и скъпи, за да се използват в качеството на крайцери и прекалено слаби и уязвими за съвместни операции с линкорите, освен това и явно закъсняли с появата си на бял свят, те, според оценката на самите американски специалисти са „най-безполезните от големите кораби, построени в епохата на Втората световна война“. | “ |
| Кофман В. Л. Суперкрейсера 1939 – 1945. „Большие крейсера“ типа „Аляска“. | |   |

## Коментари
1. ↑  Всички данни са към момента на влизане в строй.
2. ↑  Буквите показват принадлежността към определен класː ВВ – линкор, СС, CL, СА – съответно линеен, лек или тежък крайцер, CV – самолетоносач, DD – разрушител, SS – подводница и т.н.